# Campionati europei di atletica leggera indoor 2021 - 60 metri ostacoli maschili
La gara dei 60 metri ostacoli maschili ai campionati europei di atletica leggera indoor di Toruń 2021 si è svolta il 6 e il 7 marzo 2021 presso l'Arena Toruń.

## Podio
| Pos.    | Atleta          | Nazionalità   |
| ------- | --------------- | ------------- |
| Oro     | Wilhem Belocian | Francia       |
| Argento | Andrew Pozzi    | Gran Bretagna |
| Bronzo  | Paolo Dal Molin | Italia        |

## Record
| Record                | Record         | Record | Record                 | Record           |
| --------------------- | -------------- | ------ | ---------------------- | ---------------- |
| Record del Mondo      | Grant Holloway | 7"29   | Madrid, Spagna         | 24 febbraio 2021 |
| Record europeo        | Colin Jackson  | 7"30   | Sindelfingen, Germania | 6 marzo 1994     |
| Record dei campionati | Colin Jackson  | 7"39   | Parigi, Francia        | 12 marzo 1994    |

## Programma
| Data         | Ora   | Turno      |
| ------------ | ----- | ---------- |
| 6 marzo 2021 | 13:05 | Batterie   |
| 7 marzo 2021 | 13:05 | Semifinali |
| 7 marzo 2021 | 17:00 | Finale     |

## Risultati

### Qualificazioni
Si qualificano alle semifinali i primi quattro atleti di ogni batteria (Q) e gli ulteriori quattro atleti più veloci (q).

#### Batteria 1
| Posizione | Corsia | Nome               | Nazionalità   | Tempo | Note |
| --------- | ------ | ------------------ | ------------- | ----- | ---- |
| 1         | 6      | Andrew Pozzi       | Gran Bretagna | 7"52  | Q    |
| 2         | 2      | Elmo Lakka         | Finlandia     | 7"70  | Q    |
| 3         | 7      | Vladimir Vukicevic | Norvegia      | 7"78  | Q    |
| 4         | 5      | Brahian Peña       | Svizzera      | 7"82  | Q    |
| 5         | 4      | Vitali Parakhonka  | Bielorussia   | 7"87  |      |
| 6         | 8      | Bálint Szeles      | Ungheria      | 7"97  |      |
| 7         | 3      | Luis Salort        | Spagna        | 7"97  |      |

#### Batteria 2
| Posizione | Corsia | Nome             | Nazionalità | Tempo | Note |
| --------- | ------ | ---------------- | ----------- | ----- | ---- |
| 1         | 6      | Aurel Manga      | Francia     | 7"64  | Q    |
| 2         | 3      | Erik Balnuweit   | Germania    | 7"71  | Q    |
| 3         | 8      | Keiso Pedriks    | Estonia     | 7"79  | Q    |
| 4         | 5      | Koen Smet        | Paesi Bassi | 7"80  | Q    |
| 5         | 2      | Hassane Fofana   | Italia      | 7"81  | q    |
| 6         | 4      | Bohdan Chornomaz | Ucraina     | 7"86  | q    |
| 7         | 7      | Furkan Aktas     | Turchia     | 7"94  |      |

#### Batteria 3
| Posizione | Corsia | Nome              | Nazionalità | Tempo | Note |
| --------- | ------ | ----------------- | ----------- | ----- | ---- |
| 1         | 3      | Damian Czykier    | Polonia     | 7"57  | Q    |
| 2         | 6      | Asier Martínez    | Spagna      | 7"67  | Q    |
| 3         | 5      | Mikdat Sevler     | Turchia     | 7"78  | Q    |
| 4         | 2      | Stanislav Stankov | Bulgaria    | 7"85  | Q    |
| 5         | 8      | Andreas Martinsen | Danimarca   | 7"85  | q    |
| 6         | 4      | Viktor Solyanov   | Ucraina     | 7"99  |      |
| 7         | 7      | Alin Ionut Anton  | Romania     | 8"19  |      |

#### Batteria 4
| Posizione | Corsia | Nome                   | Nazionalità | Tempo | Note |
| --------- | ------ | ---------------------- | ----------- | ----- | ---- |
| 1         | 5      | Wilhem Belocian        | Francia     | 7"52  | Q    |
| 2         | 7      | Enrique Llopis         | Spagna      | 7"73  | Q    |
| 3         | 2      | Krzysztof Kiljan       | Polonia     | 7"73  | Q    |
| 4         | 3      | Franck Brice Koua      | Italia      | 7"82  | Q    |
| 5         | 4      | Milan Trajkovic        | Cipro       | 7"83  | q    |
| 6         | 6      | Rapolas Saulius        | Lituania    | 7"90  |      |
| 7         | 8      | Cosmin Ilie Dumitrache | Romania     | 7"91  |      |

#### Batteria 5
| Posizione | Corsia | Nome            | Nazionalità | Tempo | Note |
| --------- | ------ | --------------- | ----------- | ----- | ---- |
| 1         | 8      | Paolo Dal Molin | Italia      | 7"59  | Q    |
| 2         | 3      | Balázs Baji     | Ungheria    | 7"70  | Q    |
| 3         | 4      | Max Hrelja      | Svezia      | 7"81  | Q    |
| 4         | 7      | Artur Noga      | Polonia     | 7"84  | Q    |
| 5         | 6      | Finley Gaio     | Svizzera    | 7"86  |      |
| 6         | 2      | Ilari Manninen  | Finlandia   | 7"90  |      |
| 7         | 5      | Luka Trgovcevic | Serbia      | 7"91  |      |

### Semifinali
Si qualificano alla finale i primi due atleti di ogni batteria (Q) e gli ulteriori due atleti più veloci (q).

#### Semifinale 1
| Posizione | Corsia | Nome              | Nazionalità   | Tempo | Note |
| --------- | ------ | ----------------- | ------------- | ----- | ---- |
| 1         | 5      | Andrew Pozzi      | Gran Bretagna | 7"53  | Q    |
| 2         | 4      | Aurel Manga       | Francia       | 7"62  | Q    |
| 3         | 7      | Franck Brice Koua | Italia        | 7"70  | q    |
| 4         | 6      | Enrique Llopis    | Spagna        | 7"74  |      |
| 5         | 3      | Krzysztof Kiljan  | Polonia       | 7"84  |      |
| 6         | 2      | Andreas Martinsen | Danimarca     | 7"87  |      |
| 7         | 8      | Keiso Pedriks     | Estonia       | 7"93  |      |
| 8         | 1      | Stanislav Stankov | Bulgaria      | 7"94  |      |

#### Semifinale 2
| Posizione | Corsia | Nome               | Nazionalità | Tempo | Note                                     |
| --------- | ------ | ------------------ | ----------- | ----- | ---------------------------------------- |
| 1         | 5      | Wilhem Belocian    | Francia     | 7"49  | Q                                        |
| 2         | 4      | Asier Martínez     | Spagna      | 7"67  | Q                                        |
| 3         | 6      | Balázs Baji        | Ungheria    | 7"73  |                                          |
| 4         | 7      | Vladimir Vukicevic | Norvegia    | 7"73  | =                                        |
| 5         | 3      | Mikdat Sevler      | Turchia     | 7"74  |                                          |
| 6         | 1      | Hassane Fofana     | Italia      | 7"75  | Miglior prestazione personale stagionale |
| 7         | 2      | Artur Noga         | Polonia     | 7"76  |                                          |
| 8         | 8      | Brahian Peña       | Svizzera    | 7"87  |                                          |

#### Semifinale 3
| Posizione | Corsia | Nome             | Nazionalità | Tempo | Note |
| --------- | ------ | ---------------- | ----------- | ----- | ---- |
| 1         | 5      | Damian Czykier   | Polonia     | 7"59  | Q    |
| 2         | 4      | Paolo Dal Molin  | Italia      | 7"64  | Q    |
| 3         | 7      | Koen Smet        | Paesi Bassi | 7"69  | q    |
| 4         | 6      | Elmo Lakka       | Finlandia   | 7"71  |      |
| 5         | 3      | Erik Balnuweit   | Germania    | 7"74  |      |
| 6         | 2      | Milan Trajkovic  | Cipro       | 7"78  |      |
| 7         | 8      | Max Hrelja       | Svezia      | 7"83  |      |
| 8         | 1      | Bohdan Chornomaz | Ucraina     | 7"86  |      |

### Finale
| Posizione | Corsia | Nome              | Nazionalità   | Tempo | Note                                   |
| --------- | ------ | ----------------- | ------------- | ----- | -------------------------------------- |
| Oro       | 5      | Wilhem Belocian   | Francia       | 7"42  | Miglior prestazione europea stagionale |
| Argento   | 6      | Andrew Pozzi      | Gran Bretagna | 7"43  | =                                      |
| Bronzo    | 7      | Paolo Dal Molin   | Italia        | 7"56  |                                        |
| 4         | 8      | Asier Martínez    | Spagna        | 7"60  | Miglior prestazione personale          |
| 5         | 3      | Aurel Manga       | Francia       | 7"63  |                                        |
| 6         | 4      | Damian Czykier    | Polonia       | 7"63  |                                        |
| 7         | 1      | Koen Smet         | Paesi Bassi   | 7"73  |                                        |
| 8         | 2      | Franck Brice Koua | Italia        | 7"76  |                                        |